# جولیو موره‌لاتو
جولیو موره‌لاتو (ایتالیایی: Giulio Morellato) (زاده اکتبر ۱۸۹۲ - مارسانگو، وفات ۱۰ فوریه ۱۹۶۵ - پادوا) یک ساعت‌ساز ایتالیایی، کارآفرین و بنیان‌گذار شرکت هم‌نام شرکت موره‌لاتو بود.